# Faeton białosterny

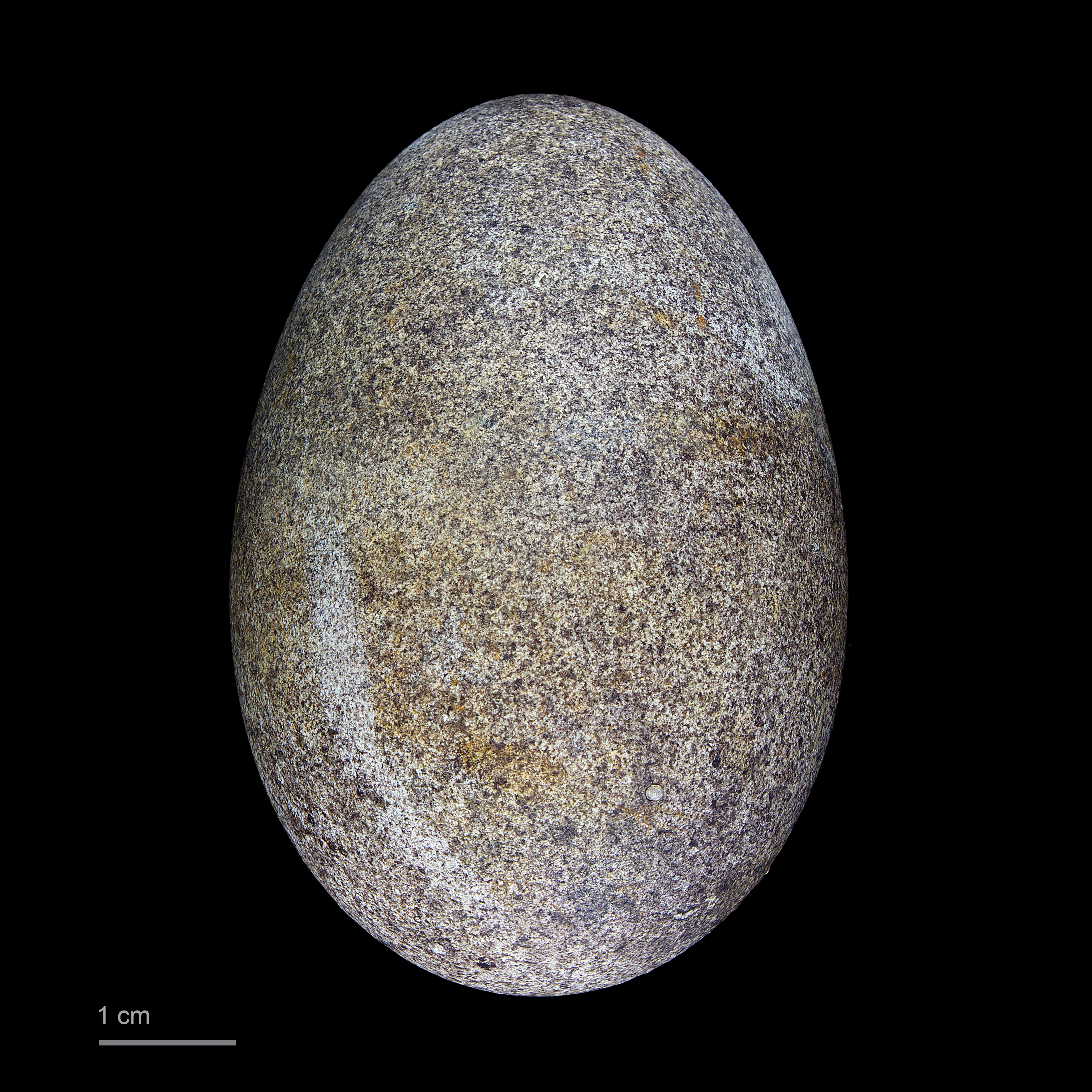
Jajo

Faeton białosterny (Phaethon aethereus) – gatunek dużego ptaka morskiego z rodziny faetonów (Phaethontidae).

## Opis
Ptak ten osiąga długość ciała 90–107 cm, z czego 46–56 cm mierzą sterówki ogona. Rozpiętość skrzydeł 99–106 cm. Masa ciała około 700 g.
Żywi się rybami i kalmarami. Występuje w tropikach Atlantyku, wschodnim Pacyfiku i północno-zachodnim Oceanie Indyjskim. Największe kolonie lęgowe znajdują się na Galapagos i wyspach Karaibów.

## Podgatunki
Wyróżniono trzy podgatunki P. aethereus:
- P. aethereus mesonauta – wschodni Ocean Spokojny, Karaiby i wschodni Ocean Atlantycki
- faeteon białosterny (P. aethereus aetherus) – południowy Ocean Atlantycki
- faeton arabski[3] (P. aethereus indicus) – Zatoka Perska, Zatoka Adeńska i Morze Czerwone

## Status
IUCN uznaje faetona białosternego za gatunek najmniejszej troski (LC – Least Concern) nieprzerwanie od 1988 roku. Liczebność światowej populacji wstępnie szacuje się na około 16–30 tysięcy dorosłych osobników. Trend liczebności populacji uznawany jest za spadkowy.